# Cyphophoenix elegans
Cyphophoenix elegans är en enhjärtbladig växtart som först beskrevs av Adolphe-Théodore Brongniart och Jean Antoine Arthur Gris, och fick sitt nu gällande namn av Hermann Wendland och Carl E. Salomon. Cyphophoenix elegans ingår i släktet Cyphophoenix och familjen Arecaceae. IUCN kategoriserar arten globalt som sårbar. Inga underarter finns listade i Catalogue of Life.